# 庫亞蒙格 (新墨西哥州)
庫亞蒙格（英語：Cuyamungue）是位於美國新墨西哥州聖菲縣的普查規定居民點。

## 人口
根據2020年美國人口普查的數據，庫亞蒙格的面積為3.02平方千米，皆為陸地。當地共有人口534人，而人口密度為每平方千米176.82人。